# 國際輔助語協會
國際輔助語協會(International Auxiliary Language Association、)成立於1924年，旨在"促進廣泛的研究、討論，和建立一個涉及国际辅助语之所有相關問題的宣傳。並且結合研究和實驗，如此可以以智能和穩定基礎的方式加速建立國際輔助語的發展"。
雖然協會的建立是為了確定那些眾多競爭者所發表的"輔助語"何者是最適合國際交流，但是它最終確定那些眾多的競爭者卻沒有一個是能夠勝任語言的工作負荷、及進一步發展自己的語言国际语。直到1954年IALA持續的在國際語組織上發表相關的資料，然而它的研究資料卻被新的"科學服務(Society for Science and the Public)國際語部門"所採用。